# 吴猛

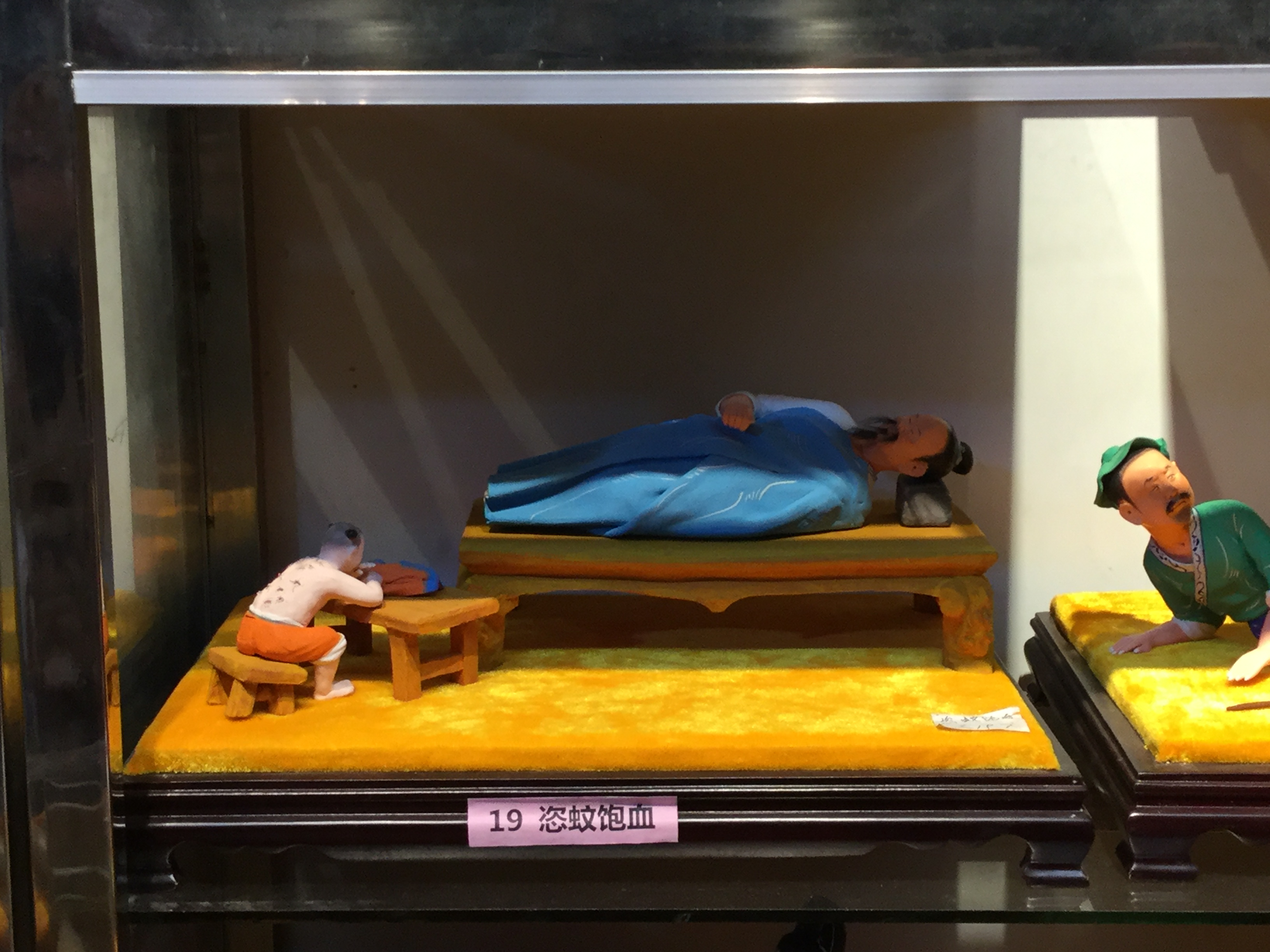
恣蚊飽血

吳猛（生卒不詳），字世云，豫章郡分寧縣（今江西修水），為後世所熟知的身份包括：
- 《二十四孝》中「恣蚊饱血」的主角；
- 江西廬山地區興起的淨明道孝道派「西山十二真君」之一；
- 潮汕地區真君大帝信仰的醫藥神形象。

## 不同時期記載的形象

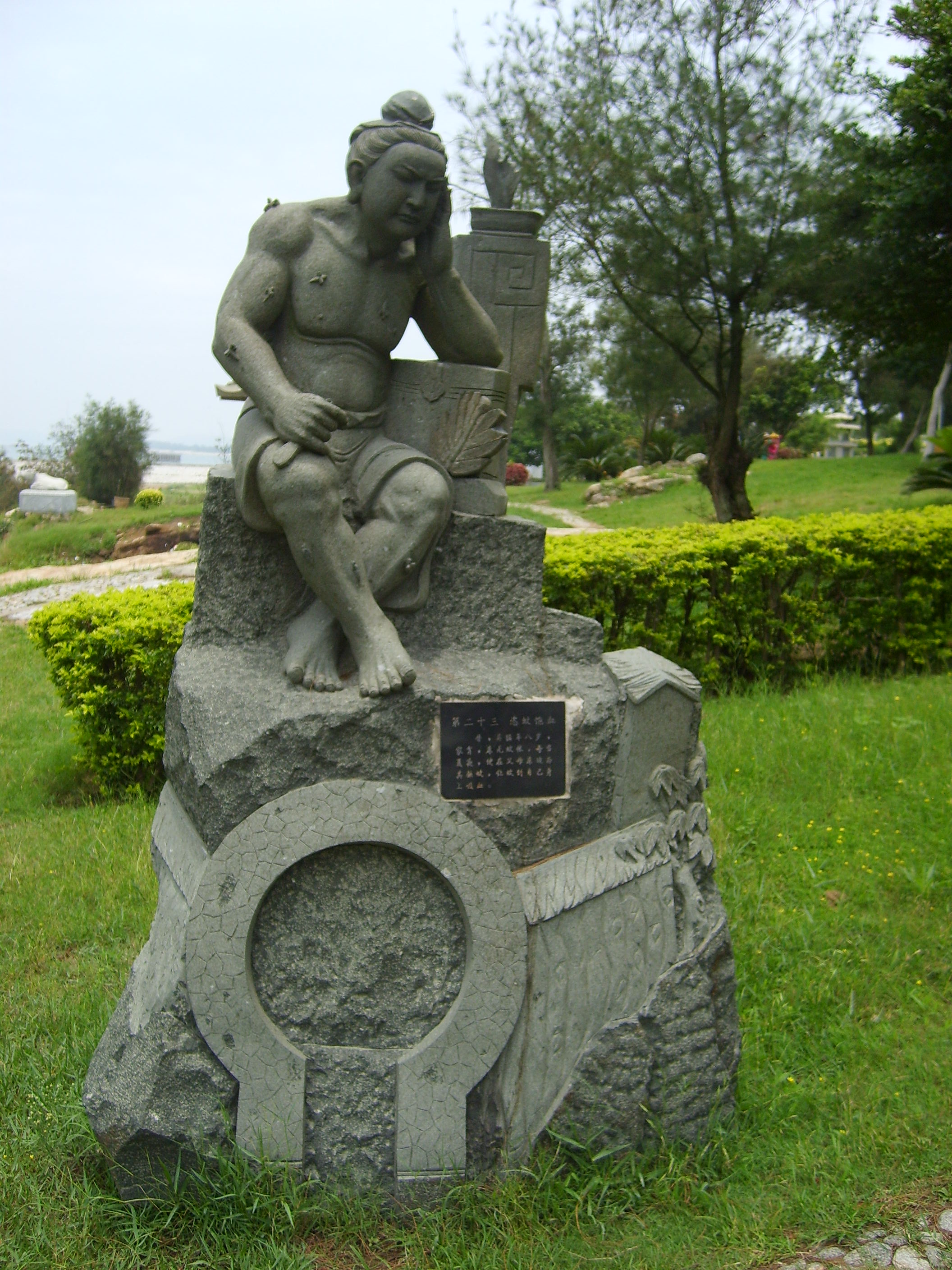
二十四孝之恣蚊飽血講的就是吳猛的故事。

### 魏晉南北朝記載的形象
晉人干寶編撰的《搜神記》，收錄了「擲符靜風」及「白扇渡江」之事：
吳猛，濮陽人。仕吳，為西安令，因家分寧。性至孝。遇至人丁義，授以神方；又得秘法神符，道術大行。嘗見大風，書符擲屋上，有青烏銜去。風即止。或問其故，曰：「南湖有舟，遇此風，道士求救。」驗之果然。武寧令干慶死，已三日，猛曰：「數未盡，當訴之於天。」遂臥屍旁。數日，與令俱起。後將弟子回豫章，江水大急，人不得渡。猛乃以手中白羽扇畫江水，橫流，遂成陸路，徐行而過。過訖，水復。觀者駭異。嘗守潯陽，參軍周家有狂風暴起，猛即書符擲屋上，須臾風靜。
北魏酈道元編撰的《水經注》，收錄了有「廬山會仙人」之事：
張華《博物誌．曹著傳》，其神自云姓徐，受封廬山。後吳猛經過，山神迎猛，猛語曰：君王此山，近六百年，符命已盡，不宜久居，非據。猛又贈詩云：仰矚列仙館；俯察王神宅，曠載暢幽懷，傾蓋付三益。此乃神道之事，亦有換轉，理難詳矣。吳猛，隱山得道者也。

《尋陽記》曰：廬山上有三石梁，長數十丈，廣不盈尺，杳然無底。吳猛將弟子登山，過此梁，見一翁坐桂樹下，以玉杯承甘露漿與猛。又至一處，見數人，為猛設玉膏。猛弟子窈一寶，欲以來示世人，梁即化如指，猛使送寶還，手牽弟子，令閉眼相引而過。其山川明淨，風澤清曠，氣爽節和，土沃民逸。

### 唐代記載的形象
成書於唐貞觀二十二年（公元648年）的《晉書．卷九十五．列傳第六十五．藝術》集合了前朝的記載，主要收錄有「恣蚊飽血」、「白扇渡江」、「庾亮醫病」三件事。
吳猛，豫章人也。少有孝行，夏日常手不驅蚊，懼其去己而噬親也。年四十，邑人丁義始授其神方。因還豫章，江波甚急，猛不假舟楫，以白羽扇畫水而渡，觀者異之。庾亮為江州刺史，嘗遇疾，聞猛神異，乃迎之，問己疾何如。猛辭以算盡，請具棺服。旬日而死，形狀如生。未及大斂，遂失其尸。識者以為亮不祥之徵。亮疾果不起。

### 宋代記載的形象
宋代編纂的《太平廣記》輯錄《隋書》中，由南北朝時雷次宗（386至448）撰於元嘉六年（430年）的《豫章記》載：
永嘉末，豫章有大蛇。長十餘丈。斷道，經過者，蛇輒吸取之，吞噬已百數。道士吳猛與弟子殺蛇，猛曰：「此是蜀精，蛇死而蜀賊當平。」既而果杜弢滅也。出《豫章記》。

## 淨明道孝道派「西山十二真君」的「吳猛」
淨明道「西山十二真君」當中，只有吳猛是官方史書有收錄的人物。初唐以降，以南昌西山為中心之許遜信仰逐漸興盛，當時活躍西山之道士胡慧超大力傳揚許遜信仰，並撰寫 《晉洪州西山十二真君內傳》，構建許遜道教體系。唐初 《三洞珠囊》的〈救導品〉引《道學傳》，亦記載其「以水準疫」的事蹟，曰：「屬大疫癘，競造吳猛乞水。猛患其煩，乃纂江水百步，隨意取之， 病者得水皆愈也。」唐後，以許遜為中心之「淨明道」形成，吳猛亦名列其十二真君；惟後來吳猛亦有不少事蹟轉附許遜身上。

## 潮汕起源的真君大帝信仰
真君大帝信仰，為始自明朝潮汕地區的信仰。過去真君大帝並未得到學者研究，直到2020年的研究論文發表。

現時最早可考的「真君大帝」信仰，為明朝隆慶年間《隆慶潮陽縣志》所載的「真君堂」：
真君堂專祀晉人吳猛，真君之神其一舊在縣前，國朝洪武之末年者（按舊志鄉民頃祖龍捨地五十丈，修為草奄，至典史郁貴一始修建之），今遷在城中之北隅門城下，其一在仙陂者，曰「慈濟堂」，則始於宋熙寧十年之所創建（按舊志道士陳玄通所創），視他所尤古，乃真君之靈隨在輒見，其濟物每有奇驗，以故都里多祀之者，如邑之東西兩關、貴山之東西兩堡，俱立廟，鄉人祈禱堂下者，歲時不絕，於道蓋靈祠也。
清朝乾隆年間之《乾隆潮州府志》亦有記載位於潮陽縣之「真君廟」：
真君廟，專祀晉吳猛。其一在大街西，創自元大德五年，修於明洪武之末，後遷城北隅興讓坊。嘉靖二十五年丙午始建今所，萬曆二十四年丙申邑民重建。時邑令吳萬金夢神戒以勿傷百姓，捐金成之。丁酉廟成，有像自海外飄來，其靈異如此。又一在仙陂，曰「慈濟堂」，創於宋熙寧十年，蓋真君之靈隨在輒見，其濟物每有奇驗，都、里多祀之，如邑之東關、西關、貴山之東堡、西堡，俱立廟，鄉人祈禱歲時不絕。
及後因為潮汕地區四處移民而遍布今日中國汕頭市及香港特別行政區、馬來西亞、泰國及印尼等地。可考的廟宇包括：
1. 位於中國境內
  1. 香港特別行政區「真君古廟」（位於新界青衣島）；
  2. 惠來縣「真君古廟」（位於葵和大道南門東路83號，又名「吳真君廟」）；及
  3. 惠來縣「真君古廟」（位於隆江鎮井美村，又名「井美吳爺公」）。
2. 位於泰國境內
  1. 曼谷「真君大帝廟」（位於石軍路南星巷）；及
  2. 春武里「真君廟」（資料不詳）。
3. 位於馬來西亞境內
  1. 檳城州「真君廟」（位於大山腳武拉必新村）
  2. 霹靂州「真君大帝籃啅公廟」（位於角頭漁村 Y 字型路段的彎角路邊）；
  3. 霹靂州「保生宮真君大帝廟」（位於班台菜園，現已併入金山濟公活佛新廟）；
  4. 柔佛州「北干那那吳爺公廟」；
  5. 吉打州「班茶真君宮」（資料不詳）

## 延伸閱讀
[在维基数据编辑]
 《晉書·卷095》，出自房玄齡《晉書》
 《二十四孝》
 在维基共享资源阅览影像